# Miguel de la Fuente
Miguel de la Fuente Escudero, noto semplicemente come Miguel de la Fuente (Tudela de Duero, 3 settembre 1999), è un calciatore spagnolo, attaccante del Leganés.

## Caratteristiche tecniche
È un centravanti.

## Carriera

### Club
Cresciuto nel settore giovanile del Real Valladolid, ha esordito in prima squadra il 21 ottobre 2018 disputando l'incontro della Liga vinto 1-0 contro il Real Betis.
Il 1º ottobre 2020 viene ceduto in prestito al Leganés.
Il 23 agosto 2021 viene ceduto a titolo definitivo all'Alavés.

### Nazionale
Ha giocato nelle nazionali giovanili spagnole Under-17 ed Under-19.

## Statistiche
Statistiche aggiornate all'8 febbraio 2020.

### Presenze e reti nei club
| Stagione        | Squadra           | Campionato      | Campionato | Campionato | Coppe nazionali | Coppe nazionali | Coppe nazionali | Coppe continentali | Coppe continentali | Coppe continentali | Altre coppe | Altre coppe | Altre coppe | Totale | Totale | Totale |
| Stagione        | Squadra           | Comp            | Pres       | Reti       | Comp            | Pres            | Reti            | Comp               | Pres               | Reti               | Comp        | Pres        | Reti        | Pres   | Reti   |        |
| --------------- | ----------------- | --------------- | ---------- | ---------- | --------------- | --------------- | --------------- | ------------------ | ------------------ | ------------------ | ----------- | ----------- | ----------- | ------ | ------ | ------ |
| 2016-2017       | Real Valladolid B | SDB             | 8          | 0          |                 | -               | -               |                    | -                  | -                  |             | -           | -           | 8      | 0      |        |
| 2017-2018       | Real Valladolid B | SDB             | 25         | 2          |                 | -               | -               |                    | -                  | -                  |             | -           | -           | 25     | 2      |        |
| 2018-2019       | Real Valladolid B | SDB             | 25         | 8          |                 | -               | -               |                    | -                  | -                  |             | -           | -           | 25     | 8      |        |
| 2019-2020       | Real Valladolid B | SDB             | 22         | 14         |                 | -               | -               |                    | -                  | -                  |             | -           | -           | 22     | 14     |        |
| 2018-2019       | Real Valladolid   | PD              | 2          | 0          | CR              | 1               | 0               |                    | -                  | -                  |             | -           | -           | 3      | 0      |        |
| 2019-2020       | Real Valladolid   | PD              | 3          | 0          | CR              | 2               | 0               |                    | -                  | -                  |             | -           | -           | 5      | 0      |        |
| Totale carriera | Totale carriera   | Totale carriera | 85         | 24         |                 | 3               | 0               |                    | 0                  | 0                  |             | -           | -           | 88     | 27     |        |

## Palmarès

### Club

#### Competizioni nazionali
- Segunda División: 1

Leganés: 2023-2024